# Сазды (река)
Сазды́ (каз. Сазды, буквально «заболоченная») — частично заболоченная в низовьях река в Актюбинской области Казахстана. Сазды берёт истоки недалеко от села Аксазды в Ушкудукском сельском округе Алгинского района Актюбинской области к юго-западу от Актобе. По руслу реки расположен старейший искусственный водоём региона — Саздинское водохранилище, объём которого равен 6 млн м³. Затем река направляется к северо-востоку, где протекает по центру города и обеспечивает потребность водно-зелёного бульвара Единства и Согласия в размере 200 тыс. м³ воды в год. Русло реки искусственно углублено и поддерживается в надлежащем состоянии лишь в районе бульвара, и возле рынка «Шыгыс», ниже до самого устья русло реки в сухой период года представляет собой тростниковое болото. Расширение русла реки производилось также и в рамках противопаводковых мероприятий.